# Tifoseria dell'Atalanta Bergamasca Calcio

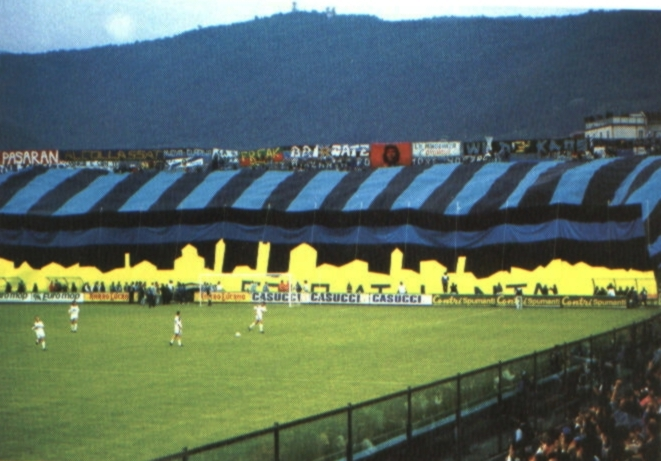
Coreografia della Curva Nord in occasione della finale di Coppa Italia 1995-1996.

In questa voce sono riportate informazioni relative alla storia ed evoluzione della tifoseria dell'Atalanta Bergamasca Calcio, società calcistica italiana con sede a Bergamo.

## Composizione demografica
In ambito nazionale, secondo la ricerca multiclient annuale "Sponsor Value", realizzata dal 2001 da StageUp e Ipsos su un campione di riferimento nella popolazione italiana di età compresa tra 16 e 64 anni, al 2023 l'Atalanta risultava essere la decima squadra di Serie A più tifata d'Italia, potendo contare su un seguito stimato in circa 327 000 tifosi; i nerazzurri, rispetto al quadriennio precedente dell'indagine "Sponsor Value", risultano mediamente in aumento nel numero di tifosi (314 mila nel 2022, 350 mila nel 2021, 293 mila nel 2020 e 245 mila nel 2019).
La maggioranza dei tifosi proviene dalla città e dalla provincia di Bergamo. Dal 2002, quasi ogni anno, viene organizzata nel periodo estivo la "Festa della Dea": una festa popolare caratterizzata da musica e cucina bergamasca, con la presenza di diverse personalità collegate alla storia del club. Vi sono poi numerose altre attività promosse dai gruppi organizzati di tifosi atalantini, come ad esempio la pubblicazione di fanzine e l'organizzazione delle trasferte e delle coreografie. Alcuni gruppi organizzano anche iniziative di beneficenza, come quella condotta dal gruppo "Curva Nord Bergamo" a seguito del terremoto dell'Aquila del 2009.

## Orientamento politico
La tifoseria dell'Atalanta, storicamente schierata a sinistra, ha visto una parte dei tifosi avvicinarsi dagli anni 90 a posizioni filoleghiste. Tuttavia, da quando i Dell’Atalanta Supporters hanno preso le redini della curva, si è deciso di estromettere i simboli politici dalla Nord; pertanto oggi i gruppi della Curva Nord sono dichiaratamente apolitici, mentre i Forever, gruppo fondato da alcuni ex esponenti delle BNA, è su posizioni di sinistra.

## Spettatori

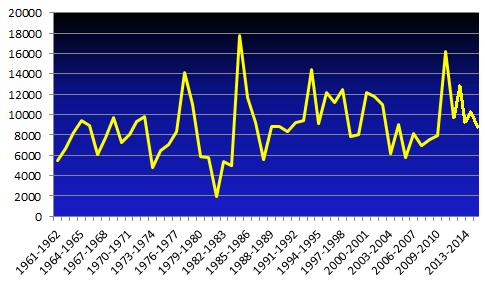
L'andamento del numero di abbonati dal 1961 al 2014.

La tifoseria neroazzurra contribuisce ad una percentuale di riempimento del Gewiss Stadium, durante le gare casalinghe dell'Atalanta, pari al 97,16% che risulta tra le più alte del panorama calcistico italiano nella stagione 2023-2024. La migliore media di pubblico stagionale per la squadra, in campionato, è stata registrata nell'annata 1984-1985, a seguito del ritorno in Serie A del club dopo cinque stagioni consecutive in Serie B, quando vi fu una presenza media di 33 647 spettatori per gara. I tifosi bergamaschi fecero segnare il primato di abbonamenti stagionali in campionato per il club, acquistando 17 740 tessere, sempre in quella stessa stagione.
Il record assoluto di spettatori per un incontro casalingo del club venne stabilito il 19 febbraio 2020, per l'incontro di UEFA Champions League 2019-2020 Atalanta-Valencia, con 45 792 paganti, che però fu disputato allo Stadio Giuseppe Meazza di Milano, dove i nerazzurri giocarono tutte le partite interne di quella competizione; tra l'altro, l'incontro coincide anche con il record d'incasso della società per una singola partita, avendo ottenuto introiti per 2 618 951 euro. Il precedente record di spettatori, del 16 settembre 1984 per l'incontro Atalanta-Inter di Serie A con 43 426 paganti, rimane comunque il miglior dato in campionato e, in generale, al Gewiss Stadium di Bergamo.

## Fan club
Il primo club di tifosi dell'Atalanta nasce verso la metà degli anni 60 del Novecento quando si forma il Club Amici dell'Atalanta. Prima di allora il tifo come lo si intende al giorno d'oggi è pressoché inesistente. Ad oggi esiste il Centro Coordinamento Club Atalanta, principale organo di coordinamento che raccoglie club ufficialmente riconosciuti dalla società.

## Tifoseria organizzata
Il 12 dicembre 1971 durante una trasferta organizzata dal Club Amici, alcuni partecipanti decidono di creare il primo gruppo organizzato di tifosi nerazzurri: nascono così gli Atalanta Commandos che si posizionarono dapprima nella curva Sud dello stadio Comunale e successivamente in curva Nord (dal 1997 intitolata a Federico Pisani). Il gruppo, di stampo apolitico, porta a un'innovazione del tifo a Bergamo, con cori e striscioni e basandosi sul concetto della non-violenza. Di anno in anno, l'organizzazione fa sempre più proseliti, e si distingue anche fuori dallo stadio, organizzando partite di calcio, camminate, pullman propri e distribuendo un giornalino per diffondere la mentalità ultras.
Pochi anni più tardi, sull'esempio dei Commandos, nascono nuovi gruppi organizzati; tra i più importanti gli Ultras-Fossa (di stampo meno pacifista del precedente), gli Sbandati e le Brigate Neroazzurre. Queste ultime nascono da una costola dei Commandos, dei quali non condividevano l'eccessiva moderatezza, dando un'impronta più trasgressiva. Da qui in avanti, per le Brigate inizia un'ascesa continua che le porterà in breve tempo a diventare uno dei gruppi ultras più ammirati e rispettati di tutta Italia.
La nuova mentalità favorevole allo scontro trova molti consensi, soprattutto tra i più giovani, il che porta a una profonda divisione all'interno della curva e negli stessi gruppi. Nascono così le prime tensioni e i primi scontri con gli altri tifosi, su tutti quelli del Genoa, del Torino e delle milanesi. Più avanti, si inaspriscono i rapporti anche verso altre tifoserie, diffondendo in tutto lo "Stivale" la fama di tifoseria "calda".
All'inizio degli anni 80 il tifo a Bergamo è in una fase cruciale di profondo cambiamento: si sposta verso la linea più dura ed estrema portata avanti dalle Brigate (che nel frattempo avevano assorbito gli Ultras-Fossa) e che in poco tempo era diventato il gruppo leader della Nord. Il 14 ottobre 1982, dopo un declino dovuto all'escalation del nuovo modo di tifare, vengono sciolti ufficialmente i Commandos.
Le Brigate mantengono l’egemonia del tifo organizzato atalantino fino al 1982, quando fuoriescono due gruppi: l'Armata Nerazzurra e l'Island Collective (rappresentanza dei paesi dell’isola bergamasca). L'anno successivo nasce un nuovo gruppo: i Wild Kaos Atalanta, che racchiudevano Armata Nerazzurra, Island Collective e Stone. La loro ideologia, inizialmente di sinistra, si spostò successivamente a destra, complice in particolar modo l’avvento della Lega Nord in quegli anni.
Per quasi vent'anni, i gruppi Brigate e Kaos reggono le redini della Nord sebbene non ci siano sempre stati buoni rapporti tra le due compagini. Gli attriti si devono soprattutto alle diverse ideologie politiche (le Brigate sono storicamente di sinistra, mentre i Kaos filoleghisti); in molte situazioni i due gruppi si sono anche scontrati. Diventa molto sentito in questo periodo, il derby lombardo contro il Brescia che porta a numerosi episodi di violenza prima, durante e dopo la partita. In questo stesso periodo emerge la figura di Claudio Galimberti detto il “Bocia”. Cresciuto nelle Brigate, Galimberti fonda prima il gruppo Nuova Guardia, che tuttavia ha breve durata, e poi nel 1998 i Dell’Atalanta Supporters, che racchiudono al loro interno ex-membri sia delle Brigate sia dei WK, oltre a nuovi ultras.

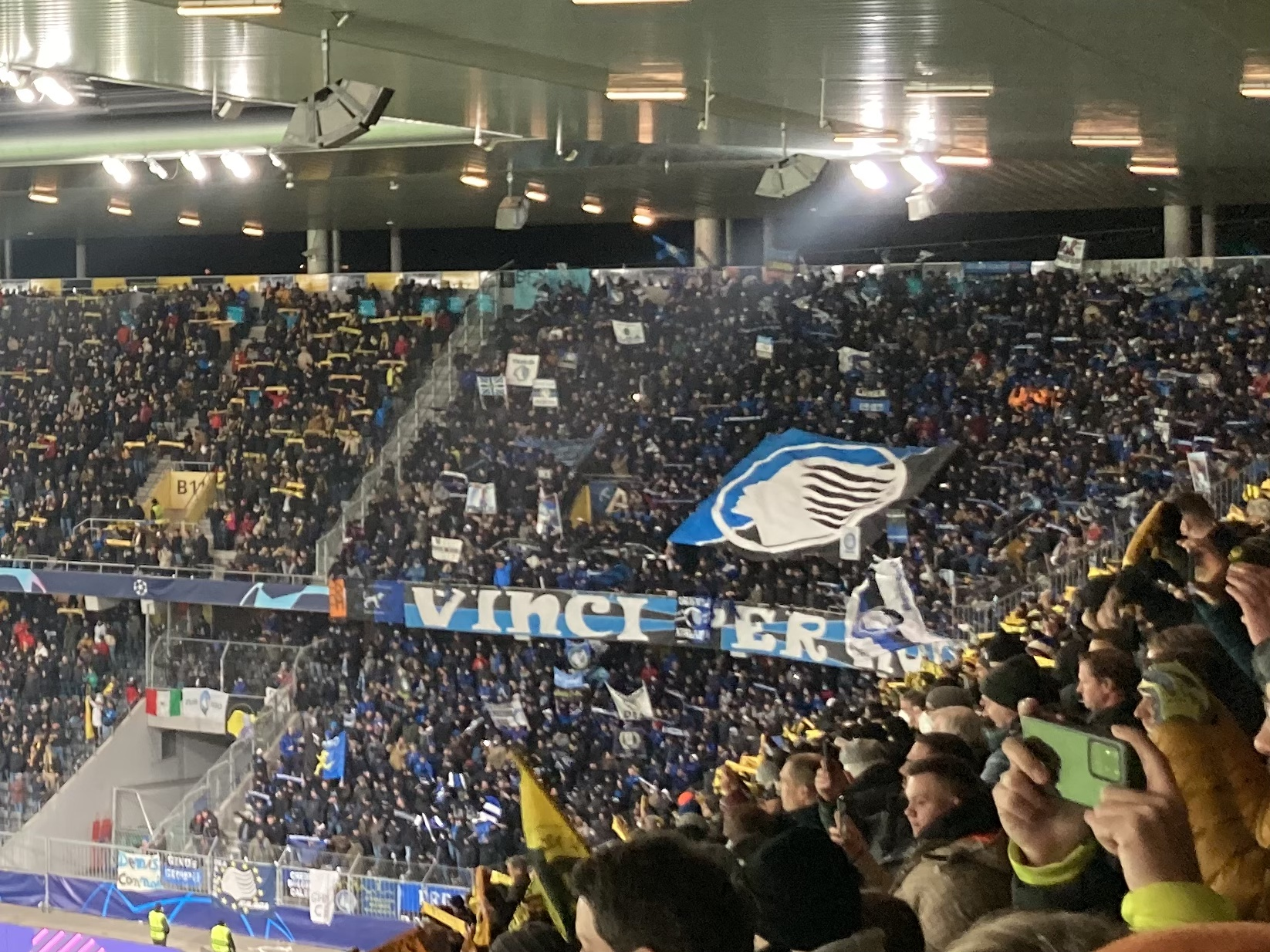
Tifosi dell'Atalanta in trasferta a Berna per una partita della UEFA Champions League 2021-2022

Nei primi anni 2000 dapprima i Wild Kaos e poi le Brigate Nerazzurre si sciolgono e, complici leggi molto restrittive, il fenomeno-violenza diminuisce sempre più. 
Dal 2005 i Dell’Atalanta Supporters diventano l'unico gruppo di tifo organizzato rimasto in Curva Nord e successivamente cambiano nome in Curva Nord Bergamo 1907, a sottolineare l'unità del tifo atalantino. Questo gruppo nasce con l'intento di unificare il tifo bergamasco sotto un'unica entità apolitica, superando le divergenze ideologiche del passato, in modo da rilanciare la Nord. In Curva Sud dal 2006 ex membri delle Brigate, insieme ad altri sottogruppi, formano il gruppo Forever Atalanta, tuttora attivo. Nel settembre 2021 la Curva Nord Bergamo 1907 comunica il proprio scioglimento. Tuttavia nella seconda parte della stagione 2021-22, complice anche l’allentamento delle norme anti-Covid 19, alcuni ex esponenti dei Supporters, fondano un nuovo gruppo, Per chi non può esserci 1907, che tuttavia ricalca lo stile usato dalla Curva Nord Bergamo 1907.
Nel settembre 2024, dall'unione di varie compagnie situate in curva nord come ad esempio gli Spaka so Tot, nascono gli Ultras Tanto Tornano.
Attualmente i principali gruppi in curva nord sono i Per chi non può esserci, gli Ultras Tanto Tornano e la Vecchia Guardia, mentre nella sud sono i Forever Atalanta e gli Agitati Bergamo (ex Wild Kaos), inoltre sono presenti molti altri gruppi come Orda Balorda, Ultras Scans, Ultras Skalvì e Parterre 1907 in curva nord e Brianza group e Orobicamente in curva sud.

### Cronologia 1972-2025
1972 - Nascita degli Atalanta Commandos
1974 - Nascita degli Ultras-Fossa
1976 - Nascita delle Brigate Neroazzurre
1980 - Scioglimento degli Ultras-Fossa
1982 - Scioglimento degli Atalanta Commandos
1982 - Nascita dell'Armata Nerazzurra
1982 - Nascita dell'Island Collective
1983 - Scioglimento dell'Armata Nerazzurra
1983 - Scioglimento dell'Island Collective
1983 - Nascita dei Wild Kaos
1991 - Nascita dei Nomadi
1995 - Nascita della Nuova Guardia
1998 - Scioglimento della Nuova Guardia
1998 - Nascita dei Dell’Atalanta Supporters/Curva Nord Bergamo 1907
2004 - Scioglimento dei Wild Kaos
2005 - Scioglimento delle Brigate Neroazzurre
2005 - Scioglimento dei Nomadi
2006 - Nascita dei Forever Atalanta
2021 - Scioglimento dei Dell’Atalanta Supporters/Curva Nord Bergamo 1907
2022 - Nascita dei Per chi non può esserci 1907
2024 - Nascita degli Ultras Tanto Tornano

## Gemellaggi e rivalità

### Gemellaggi e amicizie
- Ternana (dal 1986)
- Eintracht Francoforte
- L’Aquila (dal 2009)

La tifoseria atalantina conserva un solido gemellaggio con la Ternana, al quale si aggiungono quelli con i tedeschi dell'Eintracht Francoforte e con la squadra di rugby dell'Aquila. Vi sono inoltre rapporti di amicizia con le tifoserie del Cosenza, della Sampdoria, e di rispetto verso quella del Cagliari. Per un breve periodo, a cavallo degli anni 70 e 80 la curva nerazzurra si legò a quella della Juventus, accomunate entrambe dall'antipatia nei confronti del Torino: dopo un deterioramento dei rapporti tra gli anni 90 e i primi anni 2000, il legame tra queste due tifoserie lasciò spazio a un'accesa rivalità.

### Rivalità
Al contrario, sono note le storiche rivalità regionali: la principale rivalità dei bergamaschi è quella contro il Brescia, seguita dalle sfide contro le principali formazioni di Milano (Inter e Milan) e contro il Como. Nel resto d'Italia si segnalano i cattivi rapporti con le tifoserie organizzate delle principali squadre di Roma (Lazio e Roma) e Torino (Juventus e Torino), nonché con quelle di Fiorentina, Genoa, Napoli, Perugia e Verona e Salernitana.